# Roberto García Orozco
Roberto García Orozco (Mexikóváros, 1974. október 24. –) mexikói nemzetközi labdarúgó-játékvezető.

## Pályafutása

### Nemzeti játékvezetés
1994-ben lett I. Liga játékvezetője.

### Nemzetközi játékvezetés
A Mexikói labdarúgó-szövetség Játékvezető Bizottsága (JB) 2007-ben terjesztette fel nemzetközi játékvezetőnek, a Nemzetközi Labdarúgó-szövetség (FIFA) bíróinak keretébe. Több nemzetek közötti válogatott és klubmérkőzést vezetett.

#### Világbajnokság

##### U17-es labdarúgó-világbajnokság
2011-ben Mexikó rendezte az U17-es labdarúgó-világbajnokságot, ahol a FIFA JB bíróként foglalkoztatta.
| Időpont          | Helyszín                                   | Mérkőzés típusa        | Mérkőzés                  | Eredmény | Nézők száma |
| ---------------- | ------------------------------------------ | ---------------------- | ------------------------- | -------- | ----------- |
| 2011. június 18. | Universitario Stadion, Monterrey           | selejtező (B. csoport) | Franciaország–Argentína   | 3 : 0    | 6 200       |
| 2011. június 22. | Corona Stadion, Torreón                    | selejtező (D. csoport) | Csehország–Új-Zéland      | 1 : 0    | 10 105      |
| 2011. június 26. | Omnilife Stadion, Guadalajara              | selejtező (F. csoport) | Elefántcsontpart–Brazília | 3 : 3    | 24 943      |
| 2011. július 3.  | Corregidora Stadion, Santiago de Querétaro | egyik negyeddöntő      | Japán–Brazília            | 2 : 3    | 30 123      |
| 2011. július 10. | Azték Stadion, Mexikóváros                 | bronztalálkozó         | Brazília–Németország      | 3 : 4    | 94 379      |

##### U20-as labdarúgó-világbajnokság
Törökország rendezte a 2013-as U20-as labdarúgó-világbajnokságot, ahol a FIFA JB mérkőzés koordinátorként foglalkoztatta.
| Időpont          | Helyszín                            | Mérkőzés típusa        | Mérkőzés               | Eredmény | Nézők száma |
| ---------------- | ----------------------------------- | ---------------------- | ---------------------- | -------- | ----------- |
| 2013. június 23. | Akdeniz University Stadion, Antalya | selejtező (E. csoport) | Anglia–Irak            | 2 – 2    | 3148        |
| 2013. június 28. | Hüseyin Avni Aker Stadion, Trabzon  | selejtező (C. csoport) | Ausztrália–Törökország | 1 – 2    | 11 286      |
| 2013. július 6.  | Atatürk Stadion, Bursa              | egyik negyeddöntő      | Uruguay–Spanyolország  | 1 – 0    | 7035        |
| 2013. július 20. | Türk Telekom Arena, Isztambul       | döntő                  | Franciaország–Uruguay  | 4 – 1    | 20 601      |

---
A világbajnoki döntőhöz vezető úton Brazíliába a XX., a 2014-es labdarúgó-világbajnokságra a FIFA JB bíróként alkalmazta. 2012-ben a FIFA JB bejelentette, hogy a brazil labdarúgó-világbajnokság lehetséges játékvezetőinek átmeneti listájára jelölte. Selejtező mérkőzést az Amerika/Karib-térség (CONCACAF) zónában vezetett.
| Időpont         | Helyszín                              | Mérkőzés típusa           | Mérkőzés        | Eredmény | Nézők száma |
| --------------- | ------------------------------------- | ------------------------- | --------------- | -------- | ----------- |
| 2012. június 8. | Metropolitano Stadion, San Pedro Sula | előselejtező (3. csoport) | Honduras–Panama | 0 : 2    | 28 215      |

##### Arany Kupa
Az Egyesült Államok volt a házigazdája a 10., a 2009-es CONCACAF-aranykupa tornának, amit az Észak- és Közép-amerikai, valamint a Karib-térség labdarúgó-válogatottjainak írnak ki, ahol

##### 2009-es CONCACAF-aranykupa
| Időpont         | Helyszín               | Mérkőzés típusa        | Mérkőzés        | Eredmény | Nézők száma |
| --------------- | ---------------------- | ---------------------- | --------------- | -------- | ----------- |
| 2009. július 7. | Crew Stadion, Columbus | selejtező (A. csoport) | Salvador–Kanada | 0 : 1    | 7 059       |

##### 2011-es CONCACAF-aranykupa
| Időpont          | Helyszín                              | Mérkőzés típusa           | Mérkőzés            | Eredmény | Nézők száma |
| ---------------- | ------------------------------------- | ------------------------- | ------------------- | -------- | ----------- |
| 2011. január 14. | Rommel Fernández Stadion, Panamaváros | előselejtező (B. csoport) | Costa Rica–Honduras | 1 : 1    | 6 000       |
| 2011. január 18. | Rommel Fernández Stadion, Panamaváros | előselejtező (A. csoport) | Panama–El Salvador  | 2 : 0    | 20 000      |
| 2011. január 21. | Rommel Fernández Stadion, Panamaváros | egyik csoportdöntő        | Nicaragua–Guatemala | 1 : 2    | 5 000       |

##### Olimpia
A 2012. évi nyári olimpiai játékok labdarúgó tornájára a FIFA JB bírói szolgálatra hívta meg.
| Időpont            | Helyszín                      | Mérkőzés típusa        | Mérkőzés                               | Eredmény | Nézők száma |
| ------------------ | ----------------------------- | ---------------------- | -------------------------------------- | -------- | ----------- |
| 2012. július 29.   | Wembley Stadion, London       | selejtező (A. csoport) | Nagy-Britannia–Egyesült Arab Emírségek | 3 : 1    | 85 137      |
| 2012. augusztus 1. | Hampden Park Stadion, Glasgow | selejtező (C. csoport) | Egyiptom–Fehéroroszország              | 3 : 1    | 8 732       |

##### Nemzetközi kupamérkőzések
Vezetett Kupa-döntők száma: 1.

###### CONCACAF-bajnokok ligája
| Időpont           | Helyszín                | Mérkőzés típusa        | Mérkőzés                        | Eredmény | Nézők száma |
| ----------------- | ----------------------- | ---------------------- | ------------------------------- | -------- | ----------- |
| 2012. április 25. | Corona Stadion, Torreón | döntő második mérkőzés | Club Santos Laguna–CF Monterrey | 2 : 1    | 28 000      |